# Cirfontaines-en-Azois
Cirfontaines-en-Azois település Franciaországban, Haute-Marne megyében. Lakosainak száma 183 fő (2022. január 1.). Cirfontaines-en-Azois Juvancourt, Laferté-sur-Aube, Maranville, Orges, Pont-la-Ville és Aizanville községekkel határos.

## Népesség
A település népességének változása:
| Lakosok száma | 265  | 262  | 208  | 204  | 200  | 193  | 186  | 189  | 190  | 183  |
|               | 1968 | 1982 | 1990 | 2006 | 2013 | 2015 | 2017 | 2019 | 2020 | 2022 |